# Arthur's Pass
Artur's Pass je gorski prelaz v Južnih Alpah / Kā Tiritiri o te Moana na Južnem otoku Nove Zelandije. Prelaz je 920 metrov nad morsko gladino in označuje del meje med regijama Zahodna obala (West Coast) in Canterbury. Prelaz, ki je 140 km od Christchurcha in 95 km od Greymoutha, obsega del sedla med dolinama reke Ōtira (pritok reke Taramakau na zahodu) in reke Bealey (na vzhodu). Arthur's Pass leži na meji okrožij Selwyn in Westland.
Istoimensko naselje (Arthur's Pass) leži približno 5 km južno od gorskega prelaza. Prelaz je poimenovan po Arthurju Dudleyju Dobsonu, geodetu, inženirju in raziskovalcu in spomenik na prelazu je v spomin nanj.

## Zgodovina
Stotine let so Maori prečkali Južne Alpe preko prelazov brez snega v poletnih mesecih. Razlog za to težko potovanje je bil zeleni kamen (pounamu), ki je zelo cenjen zaradi svoje trdote in lepote in ga najdemo samo na zahodni obali Južnega otoka. Do prihoda Evropejcev je bil edini prelaz, ki je bil v redni uporabi, zdaj znan kot Haast Pass / Tioripatea, severno od Arthurjevega prelaza. Ko so Leonarda Harperja leta 1857 vodili maorski vodniki čez prelaz, ki zdaj nosi njegovo ime, mu je Tarapuhi, poglavar v maorski naselbini Māwhera (zdaj Greymouth), povedal o poti čez gore na vrhu reke Ōtira. Slabo vreme je preprečilo Harperju, da bi ga raziskal na povratku.
Leta 1860 je pisatelj in raziskovalec Samuel Butler videl prelaz na vrhu doline Bealey, vendar je potoval sam in svojega konja ni želel pustiti brez nadzora, zato se je »izmikal preiskavi«.
Leta 1864 sta Arthur Dudley Dobson (1841–1934) skupaj s svojim bratom Edwardom kot prva Evropejca prečkala prelaz. Leta 1863 je Dobson odšel na večinoma neraziskano Zahodno obalo za sedem mesecev raziskovalnega dela. Njegovo delovno področje je segalo od reke Gray do Abut Heada in v notranjost do Main Dividea. Njegov brat Edward je medtem čistil grobo pot čez prelaz Harper. Arthur Dobson se je vrnil v Christchurch in o svojih ugotovitvah poročal glavnemu geodetu Thomasu Cassu.
Cass je nato leta 1864 naročil Arthurju Dobsonu, naj ugotovi ali obstaja primeren prehod od razvodja Waimakariri do zahodne obale. George in Arthur Dobson sta se odpravila marca 1864, kasneje se jima je v Craigieburnu pridružil njun brat Edward. Medtem ko je George pregledoval tamkajšnje cestne linije, sta Edward in Arthur nadaljevala z raziskovanjem visokogorja. 13. marca 1864 so našli prelaz, ki ga je Tarapuhi omenil Harperju, ki se je strmo spuščal do mesta, ki je postalo znano kot Otira. Sotesko so raziskali vse do izliva reke Rolleston, vendar niso videli nobene dobre ovčje dežele, zato so se vrnili po svojih stopinjah. Arthur je pripravil poročilo, ki je vključevalo skico prelaza, in ga je opisal kot sedlo Arahura, misleč, da vodi do reke Arahura, in ga predstavil Cassu.
Kmalu zatem je odkritje zlata sprožilo zlato mrzlico na zahodni obali. Deželni inženir, njun oče Edward Dobson, je dobil naročilo, da preuči vse možne prehode do zahodne obale od povodij rek Waimakariri, Taramakau in Hurunui. Po končanem pregledu je izjavil, da je »Arthurjeva prepustnica« daleč najprimernejša za dostop do zlatih polj. Deželna vlada se je odločila, da se zgradi cesta med Christchurchom in Hokitiko, razdalja 251 km in Edward Dobson je bil odgovoren za projekt. Cesta je bila odprta 20. marca 1866. Alpski prelaz je postal znan kot Arthur's Pass (Arturjev prelaz), to ime pa sta prevzela tudi bližnja vas in kasneje narodni park. Arthur Dobson je imel dolgo in ugledno kariero, leta 1931 je bil povzdignjen v viteza, po njegovi smrti leta 1934 pa so se pojavili pozivi k spomeniku. Spomenik Arthurju Dudleyju Dobsonu, kamniti steber, visok 7,6 m, so odkrili aprila 1937 na alpskem prelazu, ki nosi njegovo ime.

## Cestna povezava
Državna cesta 73 poteka čez Arthur's Pass in je najvišja od le treh cest, ki prečkajo Južne Alpe, druga križišča pa so prelaza Haast in Lewis. Sicer pa je Porters Pass na isti cesti višji (z 939 m) od Arthur's Passa, a ne sodi med alpske prelaze, saj je v predgorju Canterburyja nedaleč stran od Springfielda.
Cesta na zahodni strani prelaza, ki je bila prej izpostavljena zemeljskim ali snežnim plazovom, je bila v poznih 1990-ih deležna obsežnih gradbenih del. Predvsem impresiven viadukt Otira v bližini naselja Otira, ki se razteza na 440 metrih nestabilnega terena, je bil dokončan leta 1999.

## Železniška povezava
Linija Midland, ki povezuje Christchurch in zahodno obalo, prečka glavno ločnico s predorom Otira med okrožjem Arthur's Pass in Otira. Ko so ga leta 1923 odprli, je bil predor najdaljši v Britanskem imperiju.

- Gallery
- Viadukt Otira
- Spominski napis
- Arthur's Pass
- Oznaka prelaza